# Tobacco Road
Tobacco Road ist der Titel eines sozialkritischen Lieds, das von John D. Loudermilk geschrieben und von ihm im Jahre 1960 veröffentlicht wurde. Erfolgreich wurde es jedoch erst als Coverversion im Jahre 1964 durch die Nashville Teens.

## Beschreibung

John D. Loudermilk – Tobacco Road

Loudermilk hatte die Single Tobacco Road / Midnight Bus (Columbia Records 4-41562) am 15. Dezember 1959 aufgenommen. Sie wurde im Januar 1960 zunächst als Folksong veröffentlicht. Außer einem kleinen, regionalen Erfolg in Brisbane, Australien, blieb die Single jedoch erfolglos. Im August 1962 spielte er eine neue, eher an Country-Musik orientierte und von Chet Atkins produzierte Version ein, die auf der LP 12 Sides of John D. Loudermilk auf RCA Records erschien.
Tobacco Road handelt von extremen sozialen Missständen in einem Arbeiter- und Elendsviertel der 1950er Jahre in East Durham, North Carolina. Auch wenn der autobiografisch wirkende Songtext dies vermuten lässt, hat Loudermilk nicht in diesem Viertel gewohnt. Er trug jedoch als Jugendlicher bei einem Job gelegentlich Telegramme dort aus. Die Marvin’s Alley, wie die Straße damals hieß, war ein Umschlagplatz für in der Region geernteten Tabak, und das Viertel war geprägt von Kriminalität, Prostitution und Spielern. Das Lied handelt aber auch von dem Wunsch und der Hoffnung, die Welt in der verhassten Tobacco Road („Only Lord knows how I loathe this place called Tobacco Road“) zu verändern und dort ein besseres Leben aufbauen zu können („Bring dynamite and a crane, I'm gonna blow it up and start all over again…“). Am Ende bekennt er sich dennoch in einer Art Hassliebe zu seinem Heimatort („I despise you 'cos you're so filthy, but I love you 'cos you're home“). Der explosive Inhalt handelt konkret von einem Jugendlichen, der einen Beruf ausüben und dadurch reich werden will, dabei jedoch die Hassliebe zu seinem Zuhause nicht überwinden kann. Mit Dynamit will er die verrosteten Hütten dieses Ghettos sprengen und eine neue Vorzeigestraße mit dem alten Namen gründen: Tobacco Road.

## Coverversionen
Das Lied wurde vielfach von anderen Künstlern stilübergreifend im Blues, Country, Punk und Rock aufgenommen und veröffentlicht. Insgesamt listet COVER.INFO im Oktober 2023 über 90 Versionen auf. Lou Rawls war einer der ersten, die ein Cover hiervon auf den Markt brachten, erschienen im Dezember 1963 auf seiner gleichnamigen LP.

### The Nashville Teens

Nashville Teens – Tobacco Road

Die englische Gruppe Nashville Teens hatte mit ihrer Version 1964 auch kommerziellen Erfolg. Versehen mit einem grellen Piano-Riff und einem ungestümen Beat schaffte die von Mickie Most produzierte und im Juli 1964 veröffentlichte Single es bis auf Platz 6 der UK-Single-Charts und Platz 14 der US-amerikanischen Billboard-Charts. Während auf John D. Loudermilks Aufnahmen die akustische Gitarre dominiert, verwandelten die Nashville Teens das Lied in einen vom amerikanischen Rock ’n’ Roll beeinflussten Rocksong. Jimmy Page spielte E-Gitarre, der Refrain wurde von John Hawken am Piano mit einem fetten Boogie-Woogie-Spiel aufgewirbelt und vom treibenden Basslauf Pete Shannons untermalt.
Die beiden Sänger Art Sharp und Ray Phillips variieren den Liedtext an einigen Stellen: aus „Only God knows how I loathe“ wurde „Only you know how I loathe“; anstatt „With the help and the grace of God“ singen sie „With the help and the grace from above“. Die Single verkaufte in Großbritannien 200.000, in den USA 800.000 Exemplare. Auf einer späteren, neu aufgenommenen und sanfteren Version kehrten die Nashville Teens jedoch zum Originaltext zurück.

### The Blues Magoos
Die in ihrem im November 1966 erschienenen Album Psychedelic Lollipop (Mercury Records) enthaltene etwa 5-minütige Version baut The Blues Magoos zunächst auf der Interpretation der Nashville Teens auf. Nach dem Refrain (oder dritten Vers) werden die Blues Magoos jedoch psychedelisch und verlassen die ursprüngliche Struktur des Songs zugunsten einer wilden Collage aus Soundeffekten und improvisierten Instrumentalparts. Gegen Ende singen sie noch einen weiteren Vers, der dann aber in ein psychedelisches und finales Feuerwerk mündet.

### Eric Burdon & the Animals
Bei den Aufzeichnungen am 31. Dezember 1966 zu einer Sendung des Beat-Club von Radio Bremen spielten Eric Burdon & the Animals Tobacco Road als Bluesrock, der Titel wurde jedoch nicht gesendet.
Die personelle Besetzung der Animals war zu diesem Zeitpunkt vermutlich bereits die der „New Animals“, wie sie sich auch nannten. Jedenfalls saß Barry Jenkins am Schlagzeug, der zuvor schon auf der Aufnahme der Nashville Teens getrommelt hatte. Die Animals spielten den Song in einer für den Blues typischen Akkordfolge und verwendeten somit als dritten Akkord die sogenannte Dominante gegen Ende der jeweils dritten vierzeiligen Strophe.
Tobacco Road war in der am 21. Januar 1967 ausgestrahlten 16. Beat-Club-Sendung allerdings nicht zu sehen. Die Aufnahmen erschienen später auf den Bootleg-Alben From London to Frisco und When We Were Young. Eric Burdon & the Animals hatten ihre Bluesversion von Tobacco Road danach noch einige Male in ihrem Liveprogramm, so zum Beispiel im Londoner Marquee Club im August 1967. Diese Aufnahme ist auf dem Bootleg The Live – London Marquee Club August 8, 1967 (1988) zu finden.

### Eric Burdon & War
Eine 14-minütige R&B-Version mit Soul-, Funk- und Jazzelementen stammt von Eric Burdon & War aus dem Album Eric Burdon Declares “War”, das im April 1970 veröffentlicht wurde. Das Stück ist hier als Medley enthalten.
Ihre Interpretation hatte außer dem inhaltlichen Songtext, den Burdon allerdings stark variiert und in improvisierter Weise erheblich erweitert, nicht mehr viel mit Loudermilks Original zu tun. So spielen sie die dritte Strophe bzw. den eigentlichen Refrain des Songs mit Jazzakkorden und Funkrhythmen als Überleitung zu einer Perkussion-dominierten Passage. In dieser improvisiert Burdon den Text der nächsten Strophe und wird von der Band mit einem sich wiederholenden „road road“ als Backgroundgesang begleitet. Der Refrain ihrer Version besteht aus von Burdon frei improvisierten Slogans wie „talkin’ ’bout the road“ oder „talkin’ ’bout Tobacco Road“.
Burdon veröffentlichte noch viele Live-Versionen dieses Songs, zuletzt auf dem Album Athens Traffic Live (2005).

### Andere
Weitere bekannte Aufnahmen stammen von den Poets of the Fall, Spooky Tooth und Jefferson Airplane. Edgar Winter nahm eine 17-minütige Version des Stückes auf. David Lee Roth nahm 1986 eine Version dieses Titels für sein Album „Eat 'em and smile“ auf.